# Festa das Cebolas Recheadas

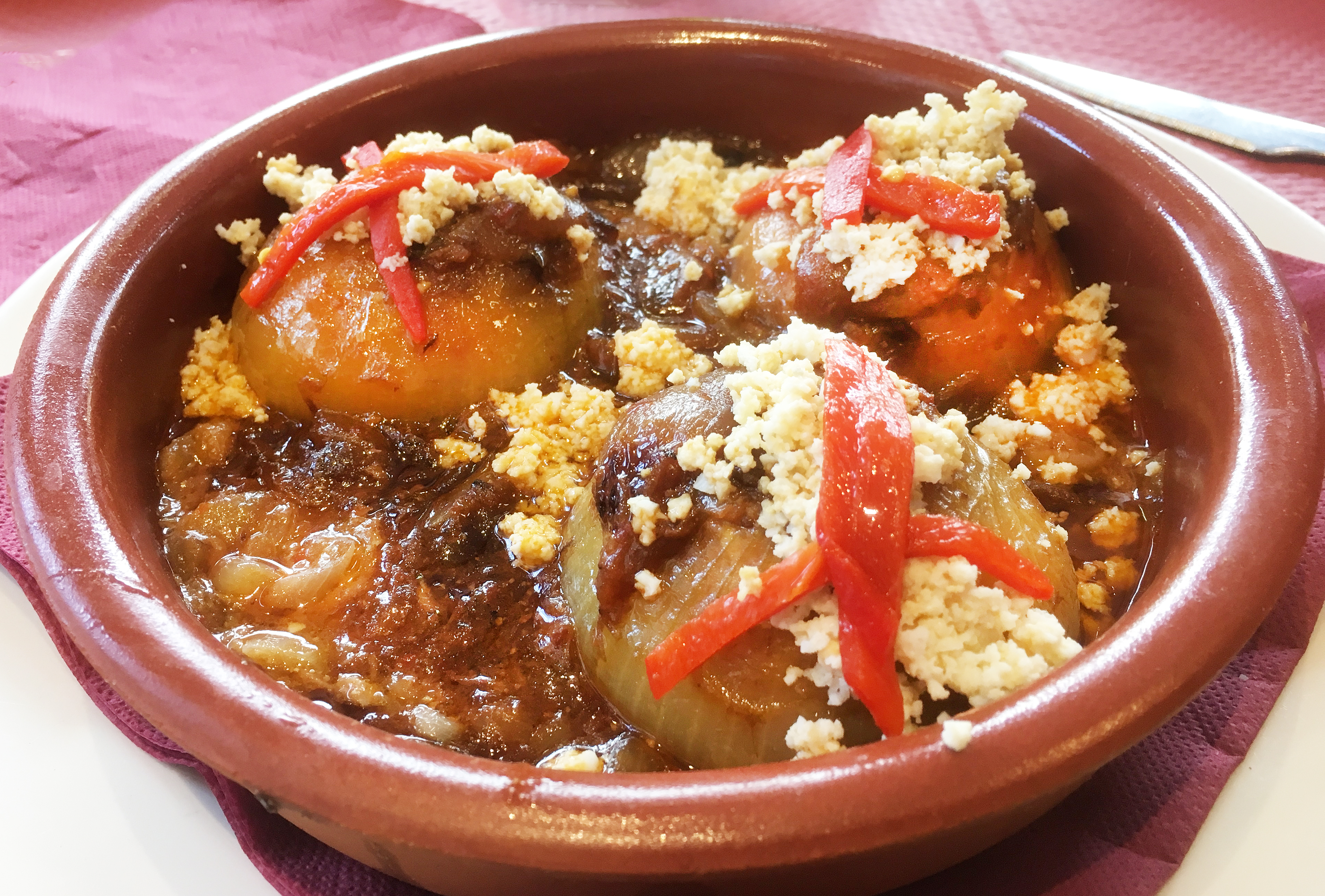
Prato de cebolas recheadas.

A Festa das Cebolas Recheadas é uma festa gastronómica que se celebra no final do mês de novembro em Entregu (San Martín do Rei Aurelio, Astúrias) e tem como protagonista a este prato típico da Gastronomia de Astúrias.

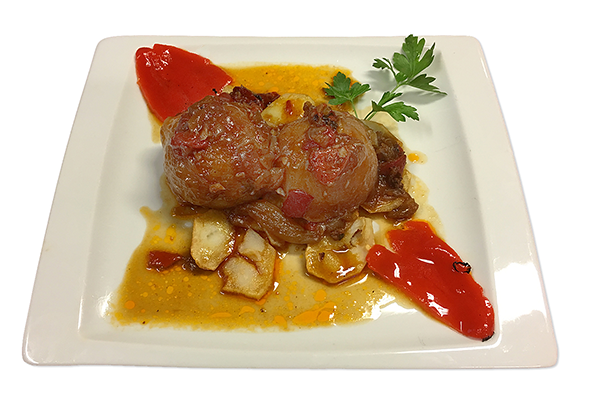
Cebolas recheadas de picadillo.

## A festa
A festa das Cebolas Recheadas começou a celebrar-se em 1972, ainda que sua história remonte até o ano 1927. Nesse ano, Aniceta Fueyo, conhecida como A Nina, dona e cozinheira do Restaurante A Laguna, deparou-se com o problema de que sendo Sexta-feira Santa, sexta-feira de vigília, não tinha nada mais que umas cebolas para dar a seus clientes, tendo tido a ideia de rechear as cebolas. 
La Nina foi quem inventou o prato, mas diz-se que foi Aurora, do Restaurante A Conda, quem fez que o prato atingisse fama, já que foi ela quem mais a preparou em seu local. Mario Antuña, neto da Nina, escreveu uma declaração emotiva no ano 2004 para a Festa das Cebolas Recheadas, onde contou como no ano 1972 um grupo de pessoas, com José Manuel Blanco à cabeça, propuseram criar a Festa Gastronómica das Cebolas Recheadas, criação que a criadora do prato acolheu com entusiasmo. 
Nesse ano convidou-se um grupo de jornalistas a comer e apresentou-se-lhes a festa e o prato. A própria Nina suportou as despesas, e graças a esta iniciativa e o entusiasmo de seus promotores, as cebolas recheadas atingiram com o tempo a faixa de Festa Gastronómica de Interesse Regional. 
Assim, a cada 30 de novembro, todas casas do povo se enchem do cheiro deste prato, e O Entregu se converte em ponto de encontro de familiares e amigos.
Nos últimos anos a organização das festas corre a cargo da Sociedade Cultural e de Festas do Entregu.

## O prato
As cebolas pelam-se e faz-se-lhes um oco no interior. Num tacho faz-se um refugado com alho, a cebola extraída e pimento, e depois envolve-se tomate, sal e pimento chile. O recheio prepara-se misturando o refugado com atum ou carne picada, e o resto do refugado usa-se para molho, junto com louro, vinho branco e pimentão. Coze-se ao lume brando, e serve-se com pimento, ovo e salsa picada.